# 라벨 모리슨
라벨 라이언 모리슨(영어: Ravel Ryan Morrison, 1993년 2월 2일 ~ )은 잉글랜드의 자메이카계 축구 선수로 현재 자메이카 대표팀의 일원으로 활동하고 있다.

## 선수 경력

### 클럽
2010년 맨체스터 유나이티드에서 선수 커리어를 시작했지만 1군에서 뛴 경험은 전무하며 주로 맨유 U-18팀에서만 활동하며 2010-11 FA 유스컵 우승을 맛보았다.
그 후 2011-12 시즌이 진행 중이던 2012년 1월 웨스트햄 유나이티드로 이적한 후 2013-14 시즌에 공식전 21경기 5골을 기록하면서 팀의 EFL컵 4강 진출에 공헌했고 퀸스 파크 레인저스로 임대 이적 후에도 공식전 17경기 6골의 준수한 활약을 펼치면서 팀의 2014년 EFL 챔피언십 플레이오프 우승 및 차기 시즌 프리미어리그 승격에 기여했지만 2011-12 시즌에는 자신의 트위터에 동성애자와 마약 중독자들을 비하하는 글을 올리는 등 온갖 악행을 저지르면서 벌금과 출전 정지 징계를 받았고 그 여파로 인해 결국 리그 1경기 출장에 그쳤다.
그리고 2012-13 시즌에는 버밍엄 시티로 임대 이적한 후 공식전 30경기 3골을 기록하는 인상적인 활약을 펼치면서 팀의 공격 루트를 변화시키는 큰 역할을 해냈지만 이번에도 태도 불량에 발목이 잡혔다.
그 후 2014년 여름 카디프 시티로 이적하였지만 7경기동안 단 1개의 공격포인트를 기록하지 못하면서 러셀 슬레이드 감독으로부터 '미래가 없다'는 혹평을 받았고 결국 시즌 도중 카디프 시티에서 방출당한 뒤 웨스트햄으로 돌아왔지만 그나마도 단 2경기 출장에 그치는 등 찬밥 신세로 전락했다.
그리고 2015년 7월 웨스트햄과의 계약이 해지된 후 이탈리아 세리에 A의 SS 라치오로 이적하여 그 해 7월 CS 알렌초와의 친선전에서 2득점·2도움을 기록하며 팀의 14-0 대승에 기여했고 1달 후 당시 중국 슈퍼리그의 상하이 하이강의 홈 경기장인 상하이 경기장에서 열린 유벤투스 FC와의 2015년 이탈리아 슈퍼컵에 교체 선수로 출전하여 팀의 준우승에 일조했다.
이후 독일 분데스리가의 바이어 레버쿠젠과의 2015-16년 UEFA 챔피언스리그 플레이오프 2라운드 경기에서 교체 출전하며 데뷔 이후 처음으로 유럽 클럽 대항전 무대를 밟은 뒤 나흘 후에 열린 AC 키에보베로나와의 리그 경기에서 세리에 A 데뷔전을 치렀지만 팀이 이 경기에서 0-4로 대패하면서 입지가 점차 흔들리기 시작했고 결국 스테파노 피올리 감독으로부터 '이탈리아어를 배우려고 노력하지 않는다'라는 혹평까지 받으면서 결국 2015-16 시즌 공식전 8경기 출장에 머물렀다.
2016-17 시즌이 진행 중이던 2017년 1월 겨울 이적 시장을 통해 퀸스 파크 레인저스로 재임대하여 리그 5경기에 나왔고 2016-17 시즌을 마친 후 멕시코 리가 MX의 클루브 아틀라스로 다시 임대 이적하여 공식전 25경기 4골을 기록한 뒤 라치오로 복귀했지만 복귀 이후에도 전력 외 선수로 전락하면서 결국 라치오에서 방출당했다.
그 후 2019년 스웨덴 알스벤스칸의 외스테르순드 FK로 이적하여 공식전 9경기 1골의 나쁘지 않은 성적을 거두었고 감독은 재계약하기를 원했으나 구단 측에서는 주급과 부상을 이유로 끝내 재계약을 체결하지 않았고 이후 셰필드 유나이티드, 미들즈브러 FC, ADO 덴하흐 등을 거쳐 2021년 1월 덴하흐와의 계약 종료 후 맨유 시절 선배인 웨인 루니가 감독으로 재직 중인 더비 카운티로 이적하여 첫 시즌인 2021-22 시즌에서 공식전 38경기 5골의 준수한 활약을 펼치며 팀의 주전 자리를 확실하게 꿰차는데 성공했다.

### 국가대표팀
2008년부터 2014년까지 잉글랜드의 각 연령대별 청소년 대표팀(U-16, U-17, U-18, U-21)에서 9경기 3골을 기록했지만 가는 곳마다 문제를 일으키는 등 천덕꾸러기로 전락하면서 끝내 잉글랜드 A대표팀과는 인연을 맺지 못했다.
그러다가 2018년 3월 자메이카 국적을 취득한 뒤 2020년 11월 14일 사우디아라비아와의 친선 경기에서 비로소 자메이카 성인대표팀 소속으로 국제 A매치 데뷔전을 치렀고 이후 2022년 3월 30일 온두라스와의 2022년 FIFA 월드컵 북중미카리브 지역 3차 예선 최종 14차전에서 A매치 데뷔골을 터뜨리며 팀의 2-1 승리에 기여했다.

## 수상

### 클럽
맨체스터 유나이티드 U-18
- FA 유스컵 : 우승 (2010-11)

 웨스트햄 유나이티드
- EFL컵 : 4강 (2013-14)

 퀸스 파크 레인저스
- EFL 챔피언십 플레이오프 : 우승 (2014)

 SS 라치오
- 이탈리아 슈퍼컵 : 준우승 (2015)

### 개인
- EFL 챔피언십 이달의 선수상 : 2014년 3월